# NGC 7576
NGC 7576 (другие обозначения — PGC 70948, MCG -1-59-12, IRAS23148-0500) — галактика в созвездии Водолей.
Этот объект входит в число перечисленных в оригинальной редакции «Нового общего каталога».